# 喜の行列 悲の行列
『喜の行列 悲の行列』（きのぎょうれつ ひのぎょうれつ）は、藤田宜永による日本の小説である。『サンデー毎日』で2006年4月から2007年9月まで連載され、2008年7月29日に毎日新聞社より出版された。
2009年10月16日から、國村隼主演によりNHK総合テレビジョンで連続ドラマ化された。

## あらすじ
定年を間近に控えた男・宝福喜朗は自宅でタバコを吸う権利を得ようと妻と一人娘の願いを聞き入れ、手に入れば運気が開くという有名デパートの新年初売りの福袋を買うために大晦日からの2日間を48時間待ちという長蛇の列に並ぶことになった。ところがその列には訳ありの老若男女が集まっていたため、喜朗の周りで次々と事件が起こる。果たして喜朗は、福袋を無事手に入れることができるのか?

## テレビドラマ
『行列48時間』（ぎょうれつようじゅうはちじかん）のタイトルで、2009年10月16日から11月27日までNHK総合テレビジョンで金曜日の22:00 - 22:43（金曜ドラマ）とBS hi（総合テレビ放送翌週月曜日の18:00 - 18:43）で放送された。また同年12月29日と30日に総合テレビで再放送された。

### キャスト
- 宝福 喜朗（行列5番目） - 國村隼[1]
- 宝福 聡子 - 森下愛子
- 宝福 恵美 - 岩田さゆり

- 沙也加（行列7番目） - 平愛梨
- 生方 柳太郎（行列6番目） - 金田明夫
- 生方 朋子（誘拐された柳太郎の娘）- 田中美優
- 洋太郎（恵美の彼氏） - 水谷百輔
- 桑崎 元 - RIKIYA
- 染矢 昭夫 - TETSUYA（EXILE）
- 永岡 信夫（造園社長） - 半海一晃[2]

- 田中（聡子の友人） - 大島蓉子
- 橘（聡子の友人） - 峯村リエ
- 久保（行列4番目） - 村松利史
- 会長（行列8番目） - 山田明郷
- 坂下（行列8番目・会長の秘書?） - 中村真智子
- 行列1番目の男 - 隈部洋平
- デパートの警備員 - 菊池均也

- 岸和田刑事（行列2番目） - 小林すすむ
- 松崎刑事（行列3番目） - 佐野圭亮
- 田ノ上刑事 - 渡辺憲吉
- 小椋刑事 - 寺井文孝
- 関本刑事 - 山上賢治
- 川上刑事 - 古本新乃輔
- 加茂川刑事  - 伊藤正之

- 駒田浩二（タクシーの運転手、コマコー）  - 田窪一世
- 霧島人事部長（宝福の上司） - 須永慶
- 雑貨店店主 - 田口主将
- バーテン - 奥田達士
- 看護師（柏原の担当） - 建みさと
- 柏原（ひき逃げの被害者） - 上野山浩
- 野上（黒コートの仲間） - 阿部薫
- 知恵（黒コートの仲間） - 李千鶴
- 黒コートの男 - 木下ほうか

- 笹島警部補（行列9番目）- 佐野史郎
- 大河原管理官（誘拐事件の指揮） - 渡辺いっけい
- 古久根 隆 - 長谷川初範
- 佐伯 駒子 - かたせ梨乃[3]

### スタッフ
- 原作 - 藤田宜永『喜の行列 悲の行列』（毎日新聞社刊）
- 脚本 - 樫田正剛
- 主題歌 - 小林桂『聖者の行進』
- 音楽 - 瀬川英史
- 演出 - 土方政人、城宝秀則
- 制作統括 - 高橋萬彦
- 制作著作 - NHK、共同テレビジョン

### サブタイトル
| 各話                                            | 放送日         | サブタイトル       | 演出     | 視聴率 |
| ----------------------------------------------- | -------------- | ------------------ | -------- | ------ |
| 第1回                                           | 2009年10月16日 | 福袋と包丁         | 土方政人 | 4.4%   |
| 第2回                                           | 2009年10月23日 | カワイイ女（ひと） | 土方政人 | 4.3%   |
| 第3回                                           | 2009年10月30日 | 宝福タイホ         | 城宝秀則 | 3.8%   |
| 第4回                                           | 2009年11月20日 | 衝撃キッス         | 土方政人 | 2.4%   |
| 第5回                                           | 2009年11月27日 | 正月に死す         | 城宝秀則 | 3.3%   |
| 最終回                                          | 2009年11月27日 | 最後の奇跡         | 土方政人 | 3.3%   |
| 平均視聴率：3.6% 関東地区・ビデオリサーチ社調べ |                |                    |          |        |

- 11月6日は2009年NHK杯国際フィギュアスケート競技大会「男子シングル・ショートプログラム」放送のため休止。翌週の11月13日も11月10日に死去した森繁久彌の追悼特番を放送したため休止。総合テレビでは、第5回分、最終回分を83分スペシャルとし、1回に纏めて放送。